# Callyna leucosticha
Callyna leucosticha är en fjärilsart som beskrevs av Turner 1911. Callyna leucosticha ingår i släktet Callyna och familjen nattflyn. Inga underarter finns listade i Catalogue of Life.